# 서귀포 천제연 관개수로
서귀포 천제연 관개수로(西歸浦 天帝淵 灌漑水路)는 대한민국 제주특별자치도 서귀포시 중문동에 있는 대한제국시대의 수리시설이다. 2005년 4월 15일 대한민국의 국가등록문화재 제156호로 지정되었다.

## 지정 사유
논 농사에 부적합하였던 제주의 자연환경을 극복하고, 천제연 폭포의 버려지는 낙수를 이용하기 위하여 1905년 계획적으로 개설한 총 연장 1.9km의 대규모 천연암반 관개수로이다. 최근 정비복원 과정에서 많은 부분을 콘크리트로 개조하여 변형되기는 하였으나, 당시 제주도민의 생활상과 농업환경을 전해주는 귀중한 자원이다.

## 같이 보기
- 천제연폭포

## 참고 자료
- 서귀포 천제연 관개수로 - 국가유산청 국가유산포털